# Монелья
Монелья (італ. Moneglia, ліг. Monegia) — муніципалітет в Італії, у регіоні Лігурія,  метрополійне місто Генуя.
Монелья розташована на відстані близько 360 км на північний захід від Рима, 50 км на південний схід від Генуї.
Населення — 2874 особи (2014).

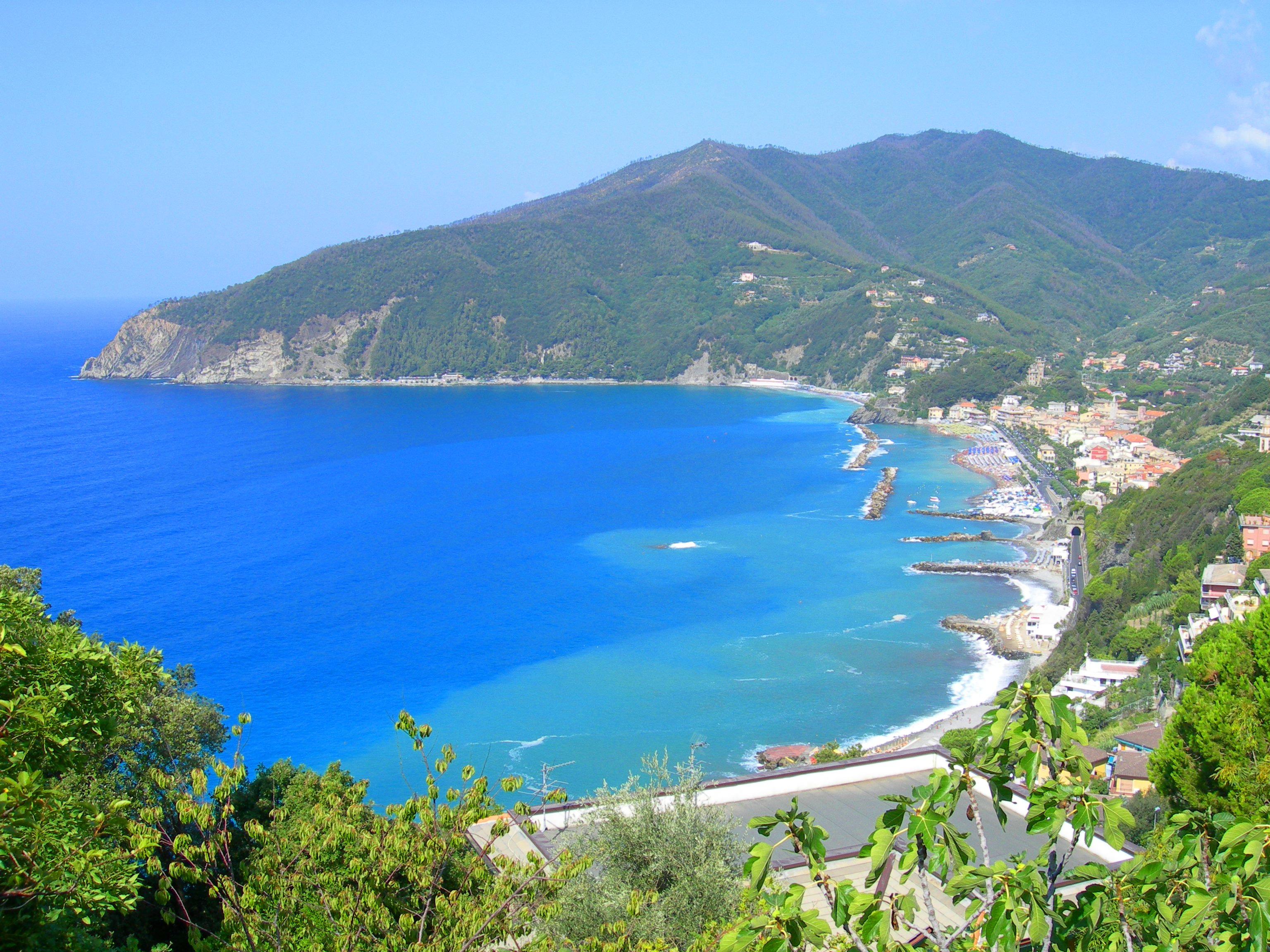

Щорічний фестиваль відбувається 14 вересня та 24 квітня. Покровитель — Esaltazione della Santa Croce.

## Демографія
Населення за роками:

Станом на 1 січня 2023 року в муніципалітеті офіційно проживало 135 іноземців з 28 країн, серед них 34 громадяни країн Євросоюзу та 2 громадяни України.

## Сусідні муніципалітети
- Казарца-Лігуре
- Кастільйоне-К'яварезе
- Деїва-Марина
- Сестрі-Леванте

## Міста-побратими
- Енген, Німеччина (2009)